# Мухаммед Таги-хан Пусиян
Мухаммед Таги-хан Пусиян (перс.  محمدتقی خان پسیان‎; род. 7 августа, 1891 — 3 октября 1921) — иранский политический и общественный деятель, предводитель национально-освободительного движения в Хорасане, направленного против шахского режима в Персии (ныне Иран). Этнический азербайджанец. 

## Биография
Мухаммед Таги-хан родился в 7 августа,  1891 году в Тебризe, в семье полковника Мухаммед Багир-хан Пусияна, происходил из султанского рода переехавшего на территорию современного Ирана из территории нынешнего Губадлинского района Азербайджанской Республики. Получив в Тебризе начальное образование, потом поступил военную училище. Военное образование он получил в Германии, поднимал восстание с турецко-германской помощью против российской оккупации в 1915-1916 гг., но был вынужден бежать в Константинополь и Берлин. Лишь в 1920 году вернулся в Тегеран. Несмотря на то, что Реза-шах хотел послать Мухаммеда Таги-хана в Южный Азербайджан, чтобы добиться ликвидации сепаратистов Шейха Мухаммеда Хиябани, он не принял это предложение и был назначен военным командиром провинции Хорасан. Мухаммед Таги-хан вскоре положил конец произволу, творящемуся в Хорасане. Работа, проводимая Мухаммед Таги-ханом приветствовались в народе, чем беспокоила тогдашнего губернатора Хорасана, брата Вюсугуддовле - Ахмеда Кавамуссолтана и вместе с ним английского консула. В 1920 году Мухаммед Таги-хан поднял флаг восстания, а в апреле 1921 года объявил о независимости. Он увеличил количество частей жандармерии, находившихся в его подчинении и превратил их в национальную армию, назвав ее «Федии» - (Патриот). Мухаммед Таги-хан простил крестьянам долги, взятые у государства, распределил между бедными большое количество земельных владений. Реформы, проводимые Мухаммедом Таги-ханом, приводили в содрогание английские власти, с точки зрения материальной выгоды. По этой причине английские спецслужбы подкупали деньгами религиозных деятелей, для того, чтобы они опорочили Мухаммеда Таги-хана клеветой. Затем, вооружив 4-тысячную армию, направили в Хорасан, под руководством реакционера Хазаи. Несмотря на то, что Мухаммед Таги-хан Пусиян, вместе с объединенной армией, отважно и мужественно сражался, он также как и Саттар-хан, Багир-хан, М. Хиябани, Гейдар-хан Амоглу столкнулся с предательством и был жестоко убит.

### Восстание Мухаммед Таги-хана
Началось летом в воинских частях в знак протеста против реорганизации иранской армии, проводившейся военным министром Реза-ханом. Восстанием руководили демократически настроенные офицеры во главе с полковником Мухаммед Таги-ханом Пусияном, представители национальной буржуазии и чиновничества. Основные требования: освобождение Ирана от гнета английского империализма, проведение демократических реформ, установление конституционного режима, развитие демократических экономики, установление дружественных связей с Сов. Россией. Вскоре восстание распространилось почти на всю провинцию. В него включились широкие слои городского населения и крестьяне. В начале августа власть в Хорасане перешла к повстанцам; началось проведение некоторых демократических и экономических реформ, направленных на улучшение положения нар. масс. Многие английские агенты и реакционные помещики были арестованы. Осенью в Хорасан прибыли правительств, войска, которые с помощью крупных хорасанских ханов 1 ноября подавили восстание. (Мухаммед Таги-хан был убит в начале октября). Восстание Мухаммед Таги-хана оказало большое влияние на дальнейшее развитие крестьянского движения в Хорасане и на свержение династии Каджаров.